# Kategorija (matematika)
Kategorija je v matematiki algebrska struktura, ki jo sestavlja zbirka objektov. Objekti so med seboj povezani tako, da za vsak objekt vemo, kateri je začetni in kateri končni. Te povezave lahko prikažemo ali obravnavamo tudi kot puščice.
Področje matematike, ki obravnava kategorije in preslikave med njimi, se imenuje teorija kategorij.

## Definicija
Kategorijo {\displaystyle C\,} sestavljajo
- razred, oznaka ob(C), objektov
- razred morfizmov z oznako hom(C), imenujemo jih tudi puščice ali preslikave med objekti. Vsakemu morfizmu lahko pripišemo  začetni {\displaystyle a\,} in končni   {\displaystyle b\,} objekt v {\displaystyle ob(C)\,}
- za vsake tri objekte {\displaystyle a\,}, {\displaystyle b\,} in {\displaystyle c\,} se binarna operacija {\displaystyle hom(a,b)\times hom(b,c)\to hom(a,c)\,}  imenuje kompozitum morfizmov. Kompozitum {\displaystyle f:a\to b\,} in {\displaystyle g:b\to c\,} se zapiše kot {\displaystyle g\circ f\,}

tako, da velja
- asociativnost, če je {\displaystyle f:a\to b,g:b\to c\,}  in {\displaystyle h:c\to d\,}, :potem velja tudi

{\displaystyle h\circ (g\circ f)=(h\circ g)\circ f\,} in
- identiteta:  za vsak objekt {\displaystyle x\,} :obstoja morfizem {\displaystyle 1_{x}:x\to x\,}, ki ga imenujemo morfizem identitete za {\displaystyle x\,} tako, da za vsak morfizem {\displaystyle f:a\to b\,} velja {\displaystyle 1_{b}\circ f=f=f\circ 1_{a}\,}.

## Zgledi
Razred vseh množic z vsemi funkcijami med njimi, ki so običajne kompozicije funkcij tvorijo veliko kategorijo, ki jo označujemo s Set.

## Pregled kategorij
| kategorija | objekt                           | morfizem                                 |
| ---------- | -------------------------------- | ---------------------------------------- |
| Mag        | grupoidi                         | grupoidni homorfizem                     |
| Manp       | gladke mnogoterosti              | p-krat zvezno diferenciabilne preslikave |
| Met        | metrični prostori                | kratke preslikave                        |
| R-Mod      | moduli R, kjer je R kolobar      | homorfizem modulov                       |
| Ring       | kolobarji                        | homorfizem kolobarjev                    |
| Set        | množice                          | funkcije                                 |
| Top        | topološki prostori               | zvezne funkcije                          |
| Uni        | uniformni prostori               | uniformno zvezne funkcije                |
| VectK      | vektorski prostori nad obsegom K | K-linearne preslikave                    |
| Rel        | množica                          | binarna relacija                         |
| Ab         | Abelova grupa                    | morfizem grup                            |
| Grp        | grupe                            | morfizem grup                            |
| Ord        | urejena množica                  | monotona funkcija                        |

## Dualna kategorija
Kategorija {\displaystyle C\,}, ki ima objekte enake kot prvotna kategorija in ima puščice obrnjene se imenuje dualna (nasprotna) kategorija. Označuje se z {\displaystyle C^{op}\,}

## Produkt kategorij
Če imamo dve kategoriji {\displaystyle C\,} in {\displaystyle D\,}, lahko tvorimo produkt kategorij {\displaystyle C\times D\,}. Objekti v tej nastali kategoriji so paroma sestavljeni iz po enega objekta iz kategorije {\displaystyle C\,} in enega objekta iz kategorije {\displaystyle D\,}. Morfizem nove kategorije je prav tako par sestavljen iz po enega morfizma kategorije {\displaystyle C\,} in enega morfizma iz kategorije {\displaystyle D\,}.

## Mala kategorija
Kategorija {\displaystyle C\,} se imenuje mala kategorija, če sta {\displaystyle ob(C)\,} in {\displaystyle hom(C)\,} množici in ne 
lastni množici (razred, ki ni množica).